# Alfred Dunhill Ltd.
Alfred Dunhill Limited (kendt og stiliseret som dunhill) er et britisk luksusmærke, der er specialiseret i ready-to-wear og skræddersyet herretøj lædervarer og accessoires. Virksomheden er baseret i London, hvor den også driver et læderværksted. Selskabet ejes for øjeblikket af Richemont Holdings (UK) Limited og den administrerende direktør er Andrew Maag.
Alfred Dunhill har leveret forskellige accessoires til James Bond filmserien. Allerede i 1962 leverede selskabet en cigaretlighter i våbenmetal til Sean Connerys rolle i Dr. No.